# وزارة العدل (فرنسا)

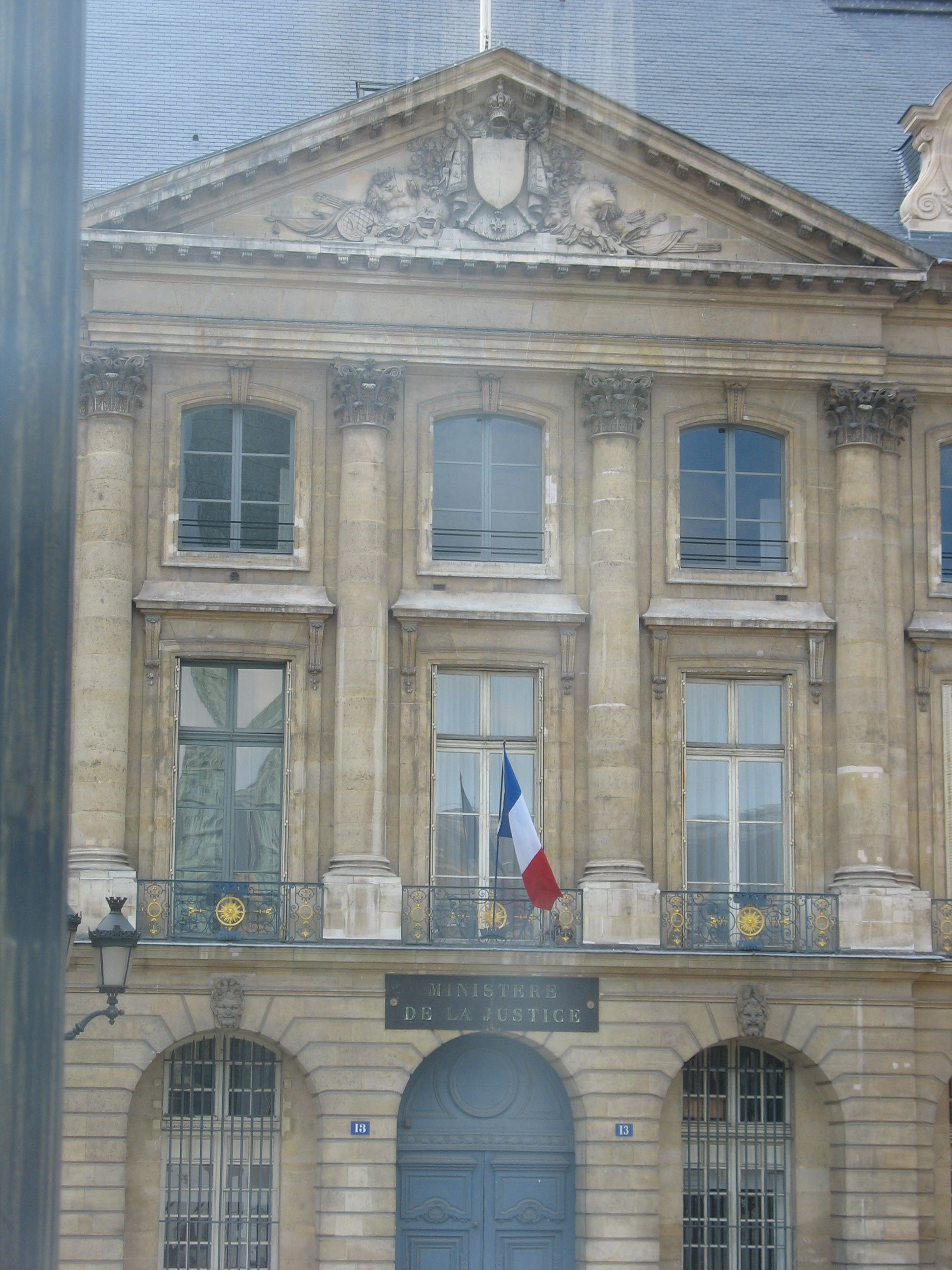

حارس الأختام للجمهورية هو الاسم غير الرسمي لوزارة العدل الفرنسية، تعود تسميته بهذا الاسم لكون أربع صكوك من صكوك الفاتيكان موجودة في فرنسا منذ سنة 481-751.
مهام وزارة العدل تكمن في الحفاظ على الأمن الدستوري القوي للبلاد فتح ملفات فساد ومقاضاة وإعادة نقض الأحكام وترسيم عمل محاكم وأعمال الحكومة مثل (المراسيم والمعاهدات والفصل، بحساب، الخ...) ، وهي واحدة من المهام الرئيسية للمستشار (وزير(ة)).